# Maria Elena Boschi
Pour les articles homonymes, voir Boschi.
Maria Elena Boschi (prononcé : [maˈriːa ˈeːlena ˈboski]), née le 24 janvier 1981 à Montevarchi, est une avocate et femme politique italienne. Membre du Parti démocrate, puis de Italia Viva, elle est députée depuis 2013, ministre pour les Réformes constitutionnelles et les Relations avec le Parlement du gouvernement Renzi de 2014 à 2016, puis secrétaire d'État à la présidence du Conseil des ministres dans le gouvernement Gentiloni de 2016 à 2018. 

## Biographie
Maria Elena Boschi a grandi avec ses deux frères Emmanuele e Pierfrancesco, à Laterina, dans la province d'Arezzo en Toscane, à mi-chemin entre Florence et Pérouse. Fille de notables, son père siège au conseil d'administration de la Banca Etruria et sa mère est enseignante et adjointe au maire à Laterina, elle suit des études de droit à l'université de Florence. Devenue avocate, le maire de Florence Matteo Renzi s'intéresse à elle en lisant son dossier sur la privatisation de la société de transports de la ville. Elle est alors nommée au conseil d'administration de la société des eaux Publiacqua et rentre au Parti démocrate. Membre de la direction de ce parti à Florence, elle est élue à la Chambre des députés pour la circonscription de la Toscane en 2013. Elle rejoint le secrétariat du Parti démocrate en décembre de la même année, puis après la chute d'Enrico Letta le 21 février 2014, entre au gouvernement de Matteo Renzi, devenu président du Conseil des ministres.  
En septembre 2019, elle quitte le Parti démocrate et rejoint la formation centriste de Matteo Renzi, Italia Viva. 
Présidente du groupe parlementaire Italia Viva à la Chambre des députés. 
En 2020, elle officialise sa relation avec l'acteur Giulio Berruti.  
Le 19 avril 2021, après la publication par Beppe Grillo d'une vidéo pour défendre son fils Ciro, accusé de viol, la députée Boschi répond par une vidéo reprise par les médias où elle qualifie celle du fondateur du Mouvement cinq étoiles de « scandaleuse » : « Que Beppe Grillo utilise son pouvoir politique et médiatique pour acquitter son fils est une honte. Ses paroles transpirent le machisme. Lorsqu'il dit que la jeune femme qui a porté plainte contre son fils pour viol est, de fait, une menteuse parce qu'elle a mis huit jours à le dénoncer, il porte tort à toutes les femmes victimes de violences ». Elle incite par ailleurs les femmes du Mouvement 5 étoiles à prendre leurs distances de Grillo.

### Ministre pour les Réformes constitutionnelles et pour les Relations avec le Parlement
Devenue ministre pour les Réformes constitutionnelles et pour les Relations avec le Parlement le 22 février 2014,  chargé de l'application du programme du Gouvernement Renzi, elle reçoit le 10 mai 2016 la charge ministérielle pour l'égalité entre les hommes et les femmes et celle pour les adoptions internationales.

### Réforme constitutionnelle
Elle travaille ensuite à la proposition de réforme constitutionnelle dite « Renzi-Boschi » qui vise à la réforme du Sénat de la République et à la fin du bicamérisme paritaire. Le texte est approuvé, après examen par la commission aux affaires constitutionnelles, par le Sénat le 8 aout 2014 et est envoyé à la Chambre des députés. 
Le 13 octobre, le Sénat approuve en première délibération le projet de réforme constitutionnelle, qui est ensuite renvoyé à la Chambre des députés, qui l'approuve le 11 janvier 2016, puis définitivement trois mois plus tard. La réforme est soumise à référendum, et est finalement rejetée par 59,12 % des voix le 4 décembre 2016. Comme promis en cas d'échec, Matteo Renzi présente sa démission en tant que président du Conseil.

### Scandale Banca Etruria
Le 18 décembre 2015, la Chambre des députés rejette (à 129 oui et 373 non) une motion de méfiance présentée par le Mouvement 5 étoiles à la suite du scandale ayant éclaté à la suite du décret « sauvetage des banques » en novembre 2015. Parmi les quatre banques mises en liquidation par le décret figure la Banca Etruria, dont le père de la ministre Boschi était vice-président et dont le frère a été responsable de la gestion des coûts.
Les autorités antitrust, sollicitées à se prononcer sur la question, relèvent qu'« il ne subsiste aucune circonstance sur la base de laquelle la Ministre aie participé à l'adoption d'aucun acte au détriment de l'intérêt public ».